# Euxoa domestica
Euxoa domestica là một loài bướm đêm trong họ Noctuidae.